# وانگ داپنگ
وانگ داپنگ (انگلیسی: Wang Dapeng؛ زادهٔ ۳ دسامبر ۱۹۹۶) کماندار اهل چین است. وی در بازی‌های المپیک تابستانی ۲۰۱۶ و ۲۰۲۰ شرکت کرده‌است.